# Škamp
Škamp (lat. Nephrops norvegicus) je vrsta morskog raka iz porodice Nephropidae (hlapovi).

## Opis
Tijelo škampa je vitko, duguljasto, narančasto-ružičaste boje i bočno spljošteno. Glava i prsište su povezani u nesegmentirani glavopršnjak, dok se rep sastoji od kolutića, a završava krajem nalik lepezi koja pomaže pri kretanju kroz more. Prva tri para nogu na prsima nose kliješta, a prvi par kliješta je uzak i vrlo dugačak, a postrance ima red bodlji. Oči škampa su velike, crne i smještene na pomičnom dršku. Ženke narastu do 17 cm dužine, a mužjaci do 25 cm.

## Rasprostranjenost
Škampi obitavaju uz istočne obale Atlantika od Islanda i Norveške na sjeveru do Portugala i Maroka na jugu. Može ih se naći i diljem Sredozemnog mora. 
U Jadranu su najgušće populacije zabilježene uz otok Jabuku, u Velebitskom kanalu te na Kvarneru i Kvarneriću.

## Način života i ishrana
Škampi žive na dubinama od 200 do 800 m, ali ih se može naći i u dijelovima plićim od 20 m, kao u jezerima povezanim s morem u Škotskoj. Borave u rupama koje iskopaju u muljevitom dnu. Rupe su obično promjera 10 cm, duge oko 1 m, a pružaju se od 20 do 30 cm u dno. Škampi u takvim nastambama borave tijekom dana, a u sumrak izlaze u potragu za hranom. Na većim dubinama, gdje je manje svjetlosti, škampi su aktivni i danju. Ne migriraju i izrazito su teritorijalni te agresivno brane svoj teritorij i rupu u kojoj borave. Dnom mora se kreću hodajući, ali su također dobri plivači. Iako su samotnjaci, ponekad nastambu dijele s drugim škampima, a gustoća populacije ovisi o fizičkim osobinama dna, klimi, temperaturi vode, snazi valova i izlovu na području na kojem obitavaju.
Škampi su predatori koji se uglavnom hrane mekušcima i drugim vrstama rakova i strvinama riba. 
Osim što su predatori, škampi su omiljen plijen mnogih riba kao što su bakalar, raža, kostorog ili morska mačka.

## Razmnožavanje
Škampi se razmnožavaju jednom godišnje, obično ljeti. Neposredno prije parenja se presvlače pa mužjak oplođuje ženku dok joj je oklop još mekan nakon presvlačenja. Nakon što su jaja oplođena, ženka ih nosi pričvršćena uz noge 8 do 9 mjeseci, a gotovo cijelo to vrijeme boravi u svojoj nastambi ili njenoj neposrednoj blizini. Tijekom inkubacije čak 32 do 51 posto jaja bude izgubljeno. Više je razloga za to: slaba pričvršćenost jaja uz noge, napad predatora, bolest i sl. Veće ženke iznesu više jaja do kraja inkubacije koja obično traje do proljeća iduće godine. Ličinke se legu od travnja do lipnja kad ženke počinju izlaziti iz skloništa. Ličinke se najčešće zadržavaju u blizini roditelja.

## Gospodarska vrijednost
Meso škampa izrazito je ukusno pa je stoga vrlo traženo. Škamp se lovi vršama i mrežama za kočarenje, a čim ribari škampe izvuku iz mora, potope ih u posebnu otopinu kako ne bi oksidirali. Zbog velikog izlova primjetan je pad populacija škampa, poglavito u području Kvarnera. 

## Vanjske poveznice
- Hrvatska fauna - Rakovi  Arhivirana inačica izvorne stranice od 23. lipnja 2007. (Wayback Machine)

## Poveznice
|  | Zajednički poslužitelj ima još gradiva o temi Škamp |

## Galerija
- Svježi škampi
- Kuhani repovi škampa
- Škampi s roštilja
- Kuhani cijeli škampi